# João Correia de Sousa
João Correia de Sousa, filho de António Correia de Sousa, Capitão Mor de Cabo Verde, Cavaleiro e Comendador da Ordem de Cristo, e de sua mulher Brites de Vasconcelos, neto paterno de André de Sousa Chichorro e de sua mulher Maria de Roxas, de ascendência Espanhola, neto materno de Paio Rodrigues Caldeira, Contador do Mestrado da Ordem de Cristo e de sua mulher Isabel Mendes de Vasconcelos, foi um administrador colonial português que exerceu o cargo de Capitão-General na Capitania-Geral do Reino de Angola entre 1621 e 1623, tendo sido antecedido por Luís Mendes de Vasconcelos e sucedido por Pedro de Sousa Coelho.